# Sigrid Bonde Tusvik

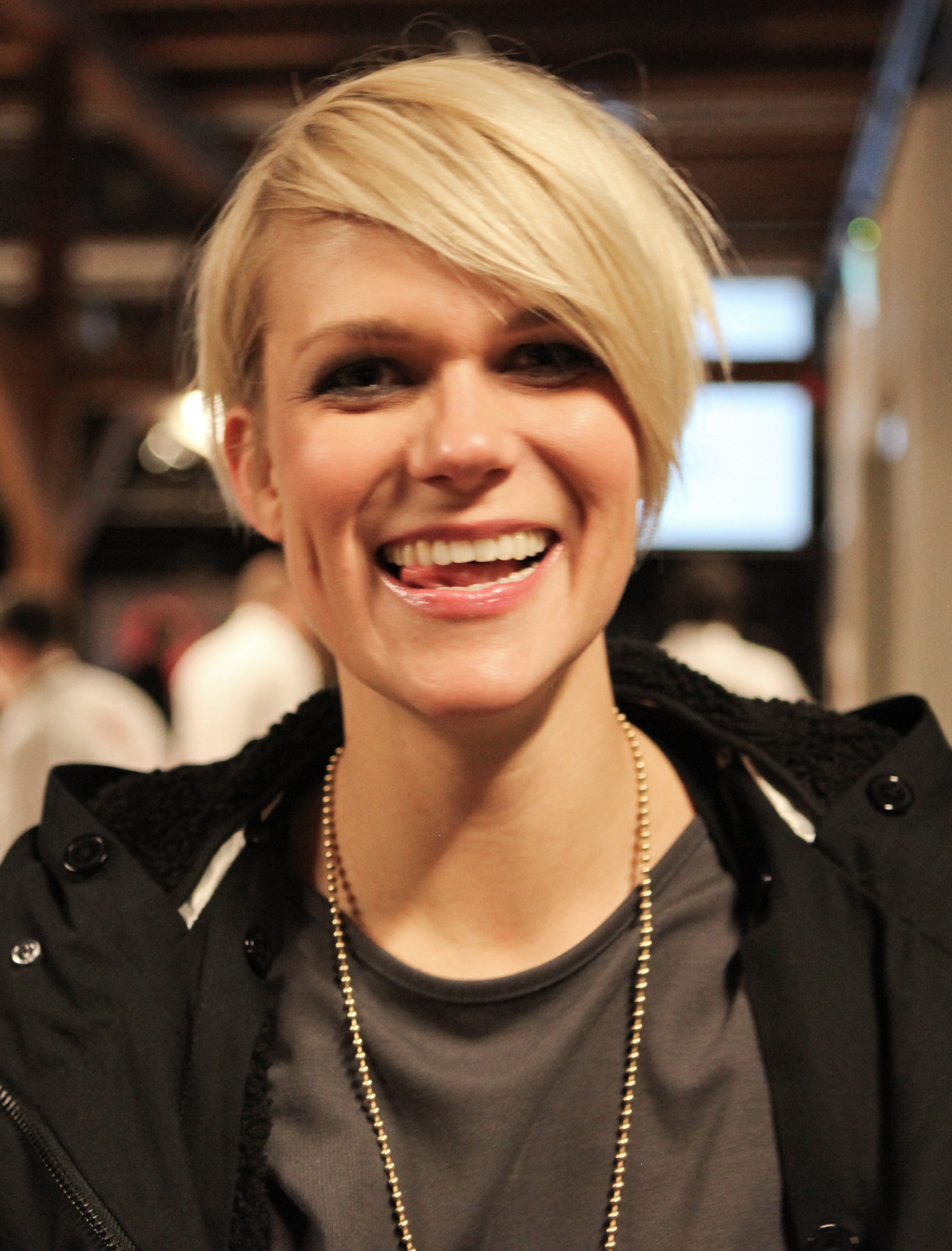
Sigrid Bonde Tusvik, 2010

Sigrid Bonde Tusvik (* 2. Februar 1980 in Oslo) ist eine norwegische Komikerin, Autorin und Moderatorin.

## Leben
Tusvik wuchs im Osloer Stadtteil Nordstrand auf und studierte bis 2004 an der Westerdals School of Communication. Etwa ab 2002 war sie als Standup-Komikerin tätig. Gemeinsam mit der Komikerin Lisa Tønne startete sie im Jahr 2012 den Podcast Tusvik & Tønne. Dieser gehörte im Jahr 2019 zu den erfolgreichsten des Landes. Im Jahr 2015 waren die beiden für eine Staffel mit zehn Folgen Gastgeberinnen der Talkshow Tusvik & Tønne talkshow. Beim Comedypreis Komiprisen erhielt das Duo im Jahr 2015 den Publikumspreis, Tusvik wurde zudem als beste Komikerin im Bereich der Bühnenauftritte ausgezeichnet. Für die Zeitung Dagsavisen begann Tusvik 2014 eine monatliche Kolumne zu schreiben. In den Jahren 2018 und 2019 moderierte Tusvik den Fernsehpreis Gullruten, 2020 und 2021 tat sie dies gemeinsam mit Morten Hegseth erneut. Im Herbst 2020 startete sie mit Heks on the Beach erneut ein Standup-Programm.
Der Kritiker Espen Borge vom norwegischen Rundfunk Norsk rikskringkasting (NRK) bezeichnete Tusvik als eine der wichtigsten norwegischen Personen in der modernen Geschichte der Comedy. Inhalte des Podcasts von Lisa Tønne und Sigrid Bonde Tusvik, die nach Ansicht der Kritiker zu weit gehen würden, werden des Öfteren beanstandet. Im Oktober 2020 bat Tusvik für ihre Aussagen über den verstorbenen Ari Behn um Entschuldigung.
Im Jahr 2025 wurde Tusvik Teil des Ensembles der bei NRK ausgestrahlten Sketchshow Humoretaten.

## Auszeichnungen
- 2015: Komiprisen (Komikerin/Bühne)
- 2015: Komiprisen (Publikumspreis mit Lisa Tønne)

## Werke
- Noe med media – en bok om hva du kan bli. Kagge, 2008
- mit Else Kåss Furuseth, Benedicte Wessel-Holst und Siri Kristiansen: Kan alle sjekke kalenderen? Kagge, 2019

## Fernsehauftritte (Auswahl)
- 2000–2001: Hotel Cæsar (Fernsehserie, 5 Folgen)
- 2011: Hjelp vi er i filmbransjen
- 2011–2015: Trygdekontoret (Fernsehserie, 3 Folgen)
- 2015: Tusvik & Tønne talkshow (Talkshow, 10 Folgen)